# British Rail Class 487

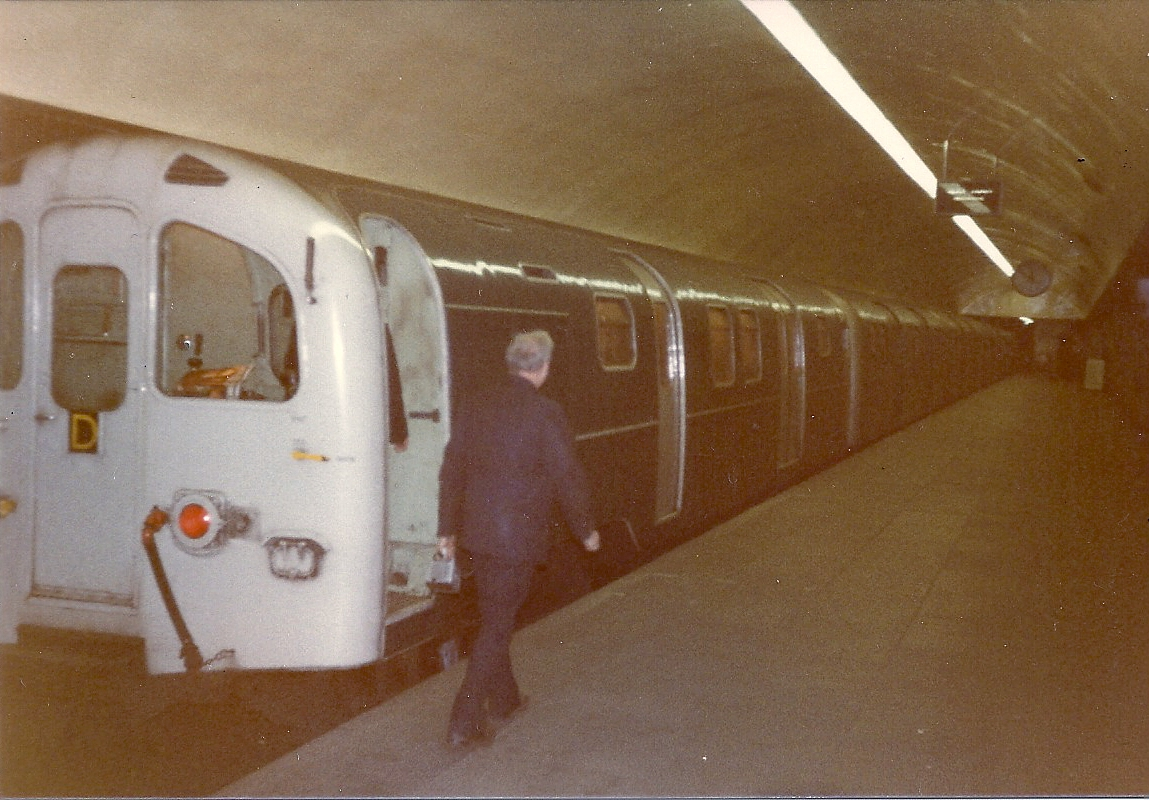
Class 487 à Bank

Le 487 Stock est un ancien matériel roulant de la Waterloo & City line, ayant circulé de 1940 à 1993. Il présente la particularité d'avoir été géré par British Rail, et non par Transport for London, d'où sa livrée bleu-blanc différente des  autres rames du réseau.

## Histoire
Les rames sont livrées sur la ligne durant l'année 1940 en remplacement des premières rames, alors en circulation depuis l'ouverture de la ligne, à la fin des années 1890. Elles furent remplacées par les nouveaux Class 482 en 1993.
Le trafic a été interrompu à plusieurs reprises pour l'entretien des rames, parfois pendant plusieurs jours.

## Le matériel roulant
Les Class 487 se répartissent en 5 rames de 5 voitures en composition M-R-R-R-M et une de 3 voitures en composition M-R-M :
| Composition            | Date de livraison | Date de retrait | Remarques |
| ---------------------- | ----------------- | --------------- | --------- |
| 51 - 74 - 75 - 76 - 52 | 7 mars 1940       | 28 mai 1993     |           |
| 53 - 71 - 72 - 73 - 54 | 14 mars 1940      | 28 mai 1993     |           |
| 55 - 77 - 78 - 79 - 56 | 29 mars 1940      | 28 mai 1993     |           |
| 57 - 80 - 81 - 82 - 58 | 17 mai 1940       | 28 mai 1993     |           |
| 59 - 83 - 84 - 85 - 60 | 20 juin 1940      | 28 mai 1993     |           |
| 61 - 86 - 62           | 2 juillet 1940    | 28 mai 1993     |           |

Seule la motrice n° 61 fut préservée de la destruction.